# Шполянський район
Шполя́нський райо́н — колишня адміністративно-територіальна одиниця Черкаської області. Утворений у 1923 році, ліквідований у внаслідок адміністративно-територіальної реформи у 2020 році. Площа — 1105 км² (5,29 % площі області). Адміністративний центр — місто Шпола.

## Загальні відомості
Район розташований на півдні області, в центрі України. Межує на сході зі Смілянським, на півночі з Городищенським, на заході з Звенигородським та Катеринопільським районами Черкаської області та Кіровоградською областю на півдні.

Пам'ятний знак на в'їзді в Шполу: «Шполянщина — географічний центр України»

Станом на 2011 рік на території району налічується 37 населених пунктів: 1 місто, 35 сіл і одне селище, що підпорядковані одній міській і 27 сільським радам.
У червні 2002 року проводила свою роботу науково-практична експедиція «Географічні центри України» за маршрутом Київ —Добровеличківка —Кропивницький —Олександрія —Шпола —Ватутіне —Київ, в результаті якої визначено, що географічний центр України лежить у цьому районі.
У липні 2004 року за результатами діяльності робочої групи науковців Київського науково-дослідного інституту геодезії та картографії було встановлено, що географічний центр України як центр ваги її території міститься на околиці с. Мар'янівки Шполянського району Черкаської області й має координати:
49˚ 01′ північної широти;
31˚ 29′ східної довготи.
Ці дані підтверджено Державним комітетом природних ресурсів України, Національною академією наук України та Державною службою геодезії, картографії та кадастру.
23 липня 2004 року відбулося офіційне винесення на місцевість географічного центру України: в полі біля с. Мар'янівка закопано капсулу та встановлено спеціальний репер, обладнаний відповідною передавальною апаратурою.
24 серпня 2004 року при в'їзді в м. Шполу урочисто відкрито пам'ятний знак, який символізував географічний центр території України, і який замінено на інший у травні 2008 року.
Відстань до обласного центру м. Черкаси — 80 км, залізницею — 87 км, до столиці України — Києва — 200 км. Через Шполу пролягає залізнична колія Львів-Донецьк, Львів-Запоріжжя, що з'єднує район із заходом, сходом і півднем країни.
Шполянський район розташований у лісостеповій фізико-географічній зоні.
Найбільшими річками району є: Шполка довжиною 24,2 км, Велика Вись — 23,0 км, Гнилий Ташлик — 27,8 км, Гнилий Товмач — 24,0 км.
У районі є нерудні копалини місцевого значення: граніти, глини, піски, які використовуються в господарстві як будівельні матеріали. Поблизу с. Васильків у Прудянському кар'єрі добувають щебінь. Біля сіл Маслове, Капустине, Товмач, Ярославка на схилах балок є виходи каоліну та бентонітової глини, сіл Капустине, Іскрене, Васильків — запаси торфу, с. Журавка — бурого вугілля, які не розробляються.
Шполянський район був аграрно-промисловим.
Площа сільськогосподарських угідь становить 87,926 тис. га, із них ріллі — 81,121 тис. га, лісів та інших лісовкритих площ — 13,956 тис. га, забудованих земель — 3,290 тис. га, земель водного фонду — 1,475 тис. га.
На території району працюють:
- Сільськогосподарських підприємств — 20;
- Фермерських господарств — 60;
- Колективних сільгосппідприємств (кооперативи) −1;
- Малих підприємств — 110;
- Приватних підприємств — 6;
- Кількість зареєстрованих підприємців, фізичних осіб — 1720;
- Промислових підприємств — 9;

У районі налічується 405 підприємств торгівлі, у тому числі 356 магазинів та 57 підприємств ресторанного господарства.

## Історія
Район створено у 1923 році в складі Київської губернії. З січня 1954 року і донині Шполянський район входить до складу Черкаської області. Статус міста Шпола отримала у 1938 році. День району — остання субота березня щорічно.
В 1930 році район був укрупнений Матусівським та частиною Мокрокалигірського району.
За офіційними даними Черкаського обласного архіву від Голодомору 1932—1933 років на Шполянщині загинула 7 321 особа.
З 18:00 30 січня 1944 року за села району Матусів, Сигнаївка, Надточаївка, Бурти вела бій 12-та гвардійська кавалерійська дивізія. 45 полк і два ескадрони 47 полку оволоділи Надточаївкою, 43 полк - південно-західною частиною Сигнаївки і західною околицею Матусова. З 6:00 31 січня частини дивізії розпочали наступ на Бурти. Противник неодноразово здійснював контратаки, кидаючи у бій від 5 до 20 танків з 1—2 батальйонами піхоти. Всі атаки були відбиті. Внаслідок боїв було знищено до 400 солдатів і офіцерів 57-ї піхотної дивізії, танкової дивізії СС "Вікінг", і окремих частин 323-ї піхотної дивізії. Було захоплено понад 100 коней,  а також підводи, автомобілі, декілька артилерійських та мінометних батарей, а також полонені.
30 січня 220-й полк 63-ї кавдивізії вигнав нацистів з Топильної. Захопили декілька підвід, кухню, 8 коней.
05.02.1965 Указом Президії Верховної Ради Української РСР передано сільради: Вербовецьку, Гончариську та Кайтанівську Шполянського району до складу Звенигородського району.

## Освіта
Функціонують заклади соціальної сфери.
У галузі освіти налічується: загальноосвітніх навчальних закладів — 31 (в тому числі 2 заклади нового типу: гімназія та ліцей, 23 навчально-виховних комплекси); Шполянська спеціальна загальноосвітня школа-інтернат І-ІІ ступенів; Васильківський професійний ліцей; технічний коледж Товариства сприяння обороні України. Дошкільних навчальних закладів — 8 (4- у місті Шпола та 4 — у селах району). Дитячі позашкільні установи: СЮТ, СЮН, Будинок школяра, міський дитячий парк. В районі діють Шполянська та Матусівська дитячо-юнацькі спортивні школи.

## Медицина
На території району функціонує центральна районна лікарня, районна поліклініка, 3 дільничні лікарні, 5 лікарських амбулаторій (в тому числі 3 амбулаторії загальної практики сімейної медицини), 28 фельдшерсько-акушерських пунктів.

## Культура
У районі працюють районний, міський та 22 сільських будинки культури, 5 сільських клубів, Шполянська дитяча школа мистецтв і Сигнаївська музична школа. Діє централізована бібліотечна система, до складу якої входить 33 бібліотеки та 4 музеї на громадських засадах. 17 художніх колективів району мають звання «Народний аматорський колектив».

## Природно-заповідний фонд

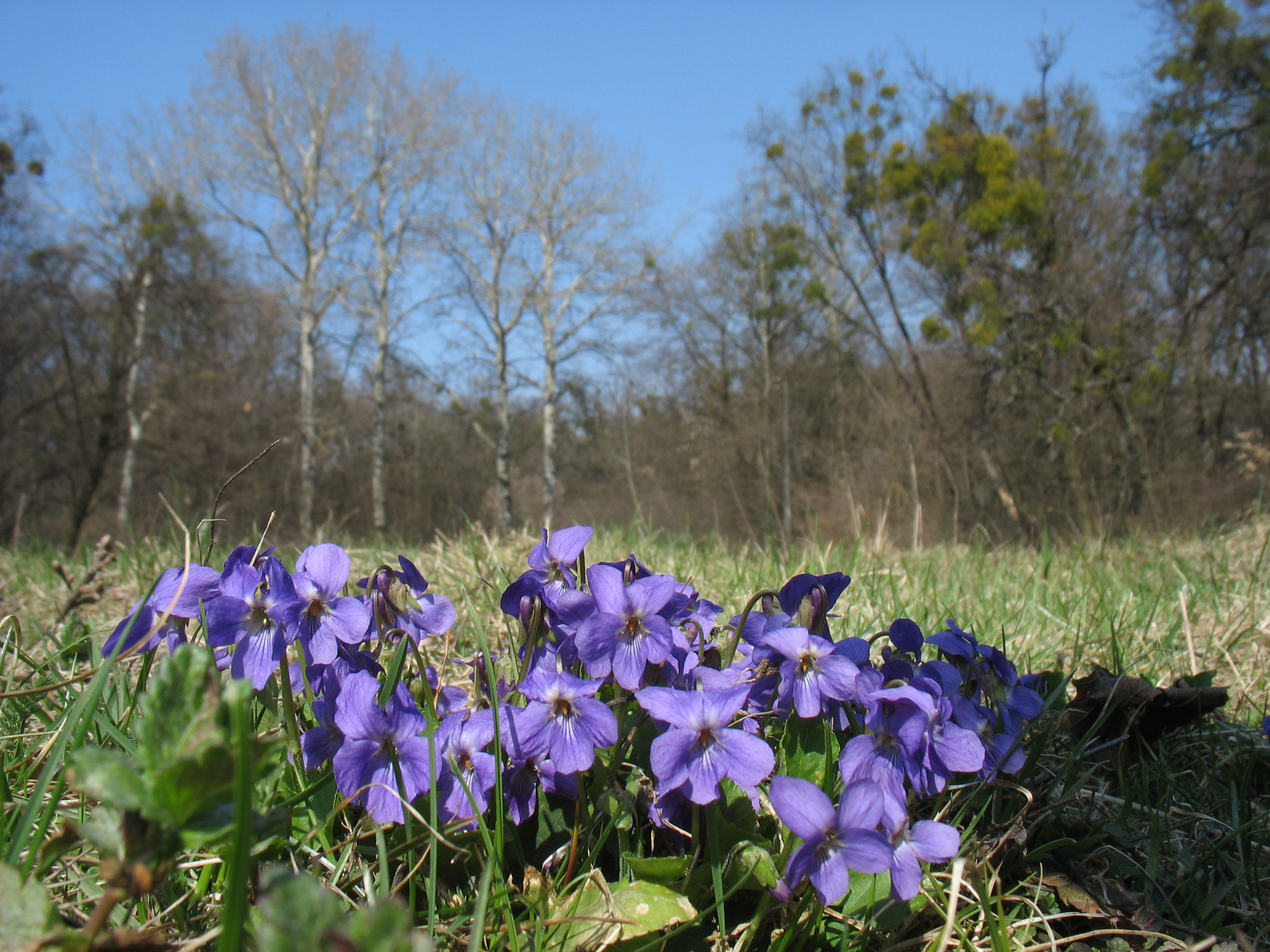
У заповідному урочищі Дар'ївське

На території району існує 15 об'єктів природно-заповідного фонду. Серед них:
- заказники місцевого значення: Котів яр, Митницький, Панський, Совгирів, Шостачка, Ракові верби, Ярославський;
- пам'ятки природи місцевого значення: Алея липи дрібнолистої, Віковий дуб, Віковий дуб,  Дерево бука, Дуб пірамідальний, Топильнянський велетень;
- парк-пам'ятка садово-паркового мистецтва місцевого значення — Лозоватський парк;
- заповідні урочища: Дар'ївське, Плосково-Зуєво.

## Пам'ятки архітектури
Пам'ятки архітектури — двоповерховий палац міністра фінансів Російської імперії Олександра Абази в Дар'ївському дендропарку, Будинок єврейської синагоги, 2 церкви Свято-Миколаївського жіночого монастиря в с. Лебедин (18 сторіччя). Шполянщина входить до туристичного маршруту «Золота підкова Черкащини».

## Зв'язок
На 1 вересня 2008 року зареєстровано 56 політичних партій, 29 громадських організацій. Діє 40 релігійних громад різних конфесій та 13 протестантських релігійних організацій.
У районі виходять періодичні видання: районна газета «Шполянські вісті», міська газета «Шполяночка» та комерційне видання «Пропозиція», працює районне телерадіомовлення.
Діє мобільний зв'язок «Київстар», Life та Vodafone.

## Політика
25 травня 2014 року відбулися Президентські вибори України. У межах Шполянського району були створені 42 виборчі дільниці. Явка на виборах складала — 64,77 % (проголосували 23 590 із 36 420 виборців). Найбільшу кількість голосів отримав Петро Порошенко — 41,07 % (9 688 виборців); Анатолій Гриценко — 19,02 % (4 487 виборців), Олег Ляшко — 15,45 % (3 645 виборців), Юлія Тимошенко — 14,13 % (3 334 виборців). Решта кандидатів набрали меншу кількість голосів. Кількість недійсних або зіпсованих бюлетенів — 0,85 %.

## Населення
На території району розташовано 37 населених пунктів: 1 місто і 36 сіл, проживає 46,0 тис. населення. В тому числі :
- сільського — 27,9 тис.
- міського — 18,1 тис.
- працездатного — 21,852 тис.
- молодь до 18 років — 8.900 чол.
- пенсіонери — 16 148 чол.

### Найбільші населені пункти
| № | Населений пункт | Населення, осіб (2007) |
| - | --------------- | ---------------------- |
| 1 | Шпола           | 19 176                 |
| 2 | Лебедин         | 4 611                  |
| 3 | Матусів         | 4 507                  |
| 4 | Васильків       | 2 356                  |
| 5 | Сигнаївка       | 1 990                  |
| 6 | Журавка         | 1 953                  |
| 7 | Мар'янівка      | 1 315                  |
| 8 | Лозуватка       | 1 256                  |
| 9 | Лип'янка        | 1 190                  |

## Персоналії
Шполянщина відома видатними історичними постатями такими, як лікарі-хірурги брати Михайло та Олексій Коломійченки, ім'я яких нині носить ЦРЛ, скульптор, етнограф Іван Гончар, діячі літературної ниви Олекса Влизько, Іван Кулик, Степан Бен (Бендюженко), Іцик Фефер, Микола Томенко, Катерина Мотрич, Михайло Слабошпицький та інші.
- Бен Степан — український письменник. Жертва Сталінських репресій.
- Гончар Іван Макарович — скульптор, етнограф, науковець, громадський діяч.
- Мотрич Катерина Вакулівна — журналістка, письменниця.
- Зозуля Яків Максимович — член  Української Центральної Ради.
- Іва́н Я́кович Чорноу́сов (в більшовицьких документах фігурує також під прізвищем Черновус[1], псевдонім Чорний Ворон[2]), (дата і місце народження невідомі — помер у листопаді-грудні 1925 року, у селі Товмач; інформація про смерть не є підтвердженою, є дані що ще у 1964 році Іван Черноусов був живим) — військовий діяч часів УНР, повстанський Отаман Звенигородщини і Холодного Яру, командир Лебединського полку Холодноярської республіки.

## Карти

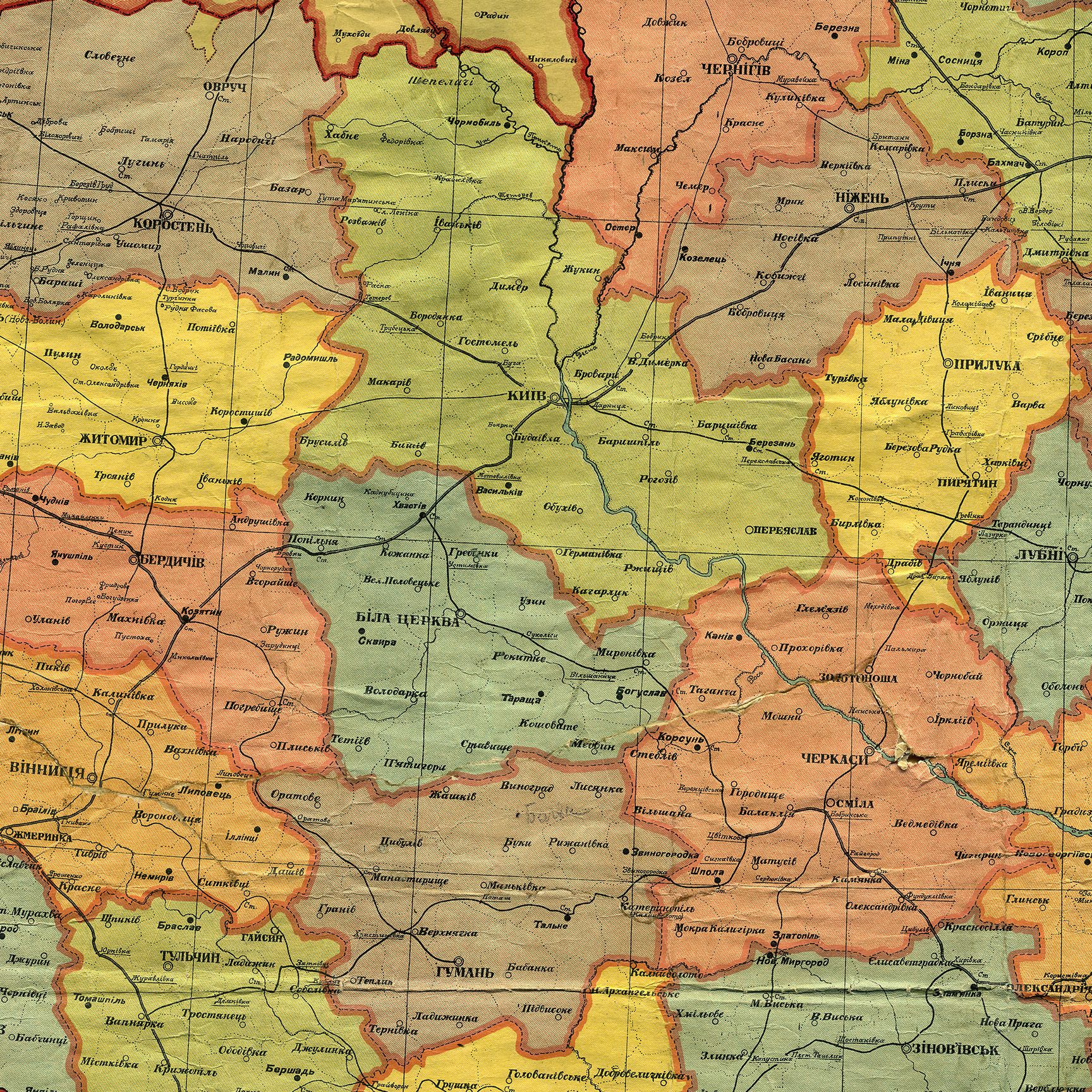
Карта Черкаської округи, адміністративні межі станом на 1 жовтня 1925